# 마닐라 갈레온

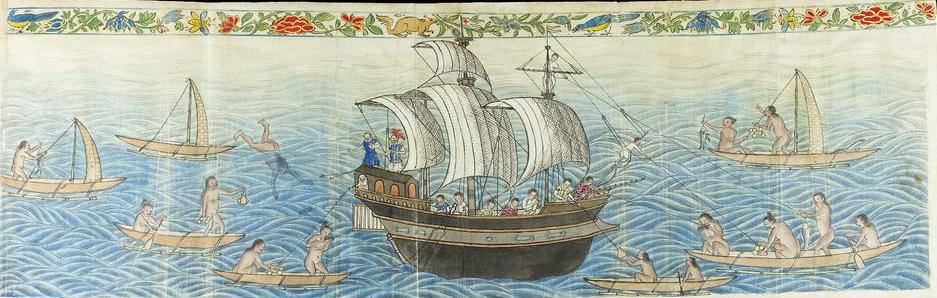

마닐라 갈레온(스페인어: Galeón de Manila 갈레온 데 마닐라[*], 필리핀어: Galyon ng Maynila)는 누에바에스파냐 부왕령에서 태평양을 가로질러 에스파냐령 동인도(오늘날의 필리핀)를 오간 갈레온 무역선단이다. 1년에 1-2회씩 아카풀코와 마닐라 사이를 왕복했다. 또한 이 무역선단이 이용한 태평양 횡단 항로(1565년-1815년)도 마닐라 갈레온이라고 한다. 마닐라 갈레온 항로는 250여년간 지속되면서 신세계의 은과 아시아의 사치품(향신료, 도자기 등)을 교환하는 역할을 수행했다. 또한 멕시코와 필리핀 양국의 문화적 정체성을 만들어낸 문화적 교환을 배태하기도 했다.

## 항로

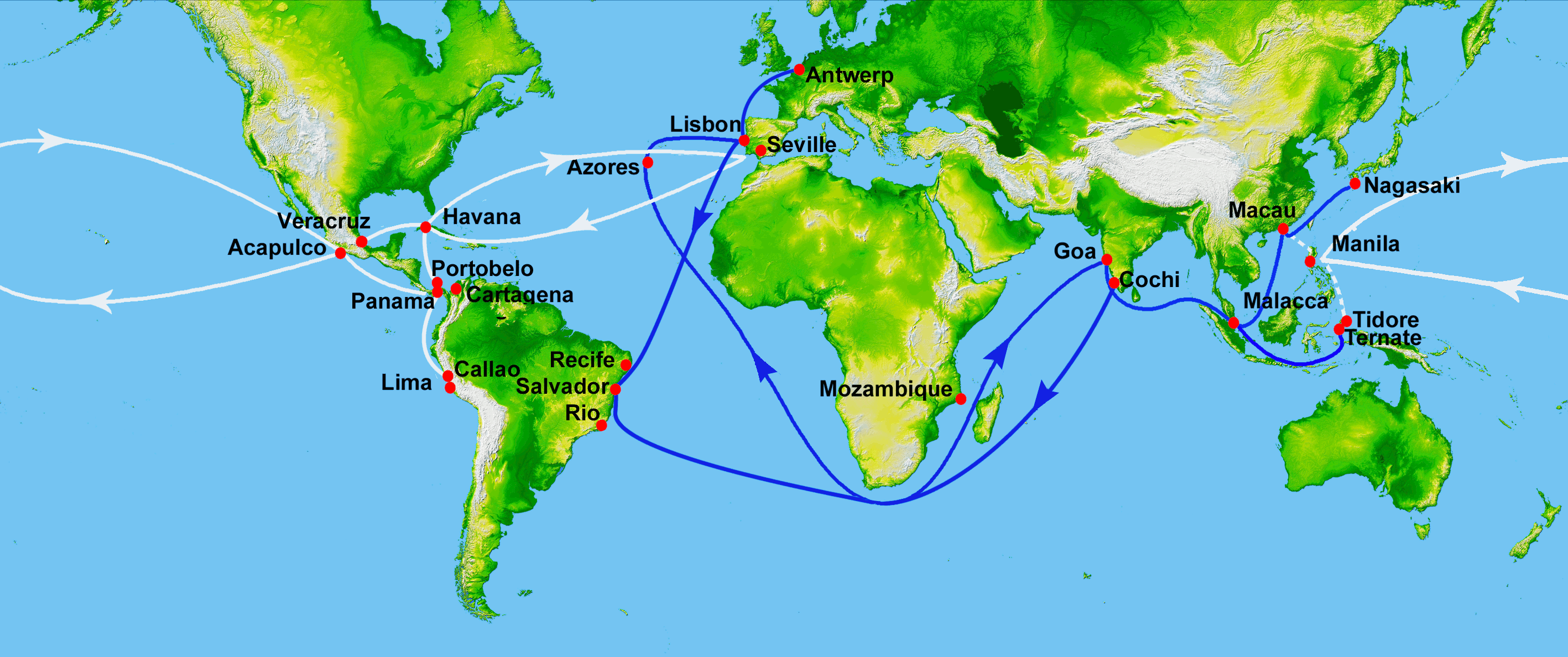
흰선은 마닐라 갈레온의 항로, 파란색 선은 포르투갈의 항로

마닐라 갈레온 무역은 미겔 로페스 데 레가스피 제독 휘하의 안드레스 데 우르다네타에 의해 시작되었다. 필리핀의 항로는 스페인 왕 카를로스 1세의 도움을 받은 마젤란 함대에 의해 1521년에 개척되어 있었다. 귀로가 되는 세부섬에서 멕시코에 이르는 항로는 우루다네타가 1565년에 열었다.
레가스피의 함대는 멕시코에서 태평양을 횡단하여 세부에 도달했다. 레가스피는 귀로를 요구하고 함대를 나누어 일부는 남쪽으로 향했다. 레가스피 자신은 세부섬에 남아 섬의 토착 세력들을 제압하고, 이후 스페인령 필리핀의 본거지가 되는 마닐라 건설의 초석을 만든다.
우루다네타는 태평양의 무역풍이 대서양과 마찬가지로 고리를 그리고 있는 것은 아닐까 생각했다. 대서양에서 배를 바람에 싣는데, ‘볼타 도 마르’(Volta do mar)라는 큰 호를 그리는 항로가 이용되었다.(마데이라에서 직선이 북동쪽에 있는 유럽에 돌아올 때 바람을 잡기 위해 한 번 서쪽으로 향한다). 우루다네타는 북쪽으로 가면 동쪽에 무역풍을 파악할 수 있는 북미 서해안에 도착할 것으로 생각했다. 우루다네타는 북위 38도까지 북동쪽으로 가서 거기에서 진로를 동쪽으로 취했다. 예상은 적중하여, 캘리포니아의 멘도시노곶 부근에 도착했다. 거기에서 아카풀코는 해안을 따라 남쪽으로 가기만 하면 되었다.